# تی‌ام‌وی
تی‌ام‌وی (انگلیسی: Trondhjems mekaniske Værksted) شرکت کشتی‌سازی نروژی بود، که در سال ۱۸۷۲ تأسیس شد.